# 37019 Jordansteckloff
37019 Jordansteckloff este o planetă minoră (asteroid), cu un diametru de 7,281 km, din centura de asteroizi. A fost descoperită pe 2 octombrie 2000 la Stația Anderson Mesa de Lowell Observatory Near-Earth-Object Search și a fost numită după Jordan Steckloff⁠(d). 
Obiectul prezintă o orbită caracterizată de o semiaxă mare de 3,1191305 UAi, o excentricitate de 0,19, o înclinație de 17,45529 ° în raport cu ecliptica.